# Almedina
Almedina è un comune spagnolo di 572 abitanti situato nella comunità autonoma di Castiglia-La Mancia.